# 海沃思 (伊利諾伊州)
海沃思（英語：Heyworth）是位於美國伊利諾伊州麥克萊恩縣的一個村落。

## 地理
海沃思的座標為40°18′53″N 88°58′40″W / 40.31472°N 88.97778°W，而該地最高點為海拔高度230米（即755英尺）。

## 人口
根據2010年美國人口普查的數據，海沃思的面積為7.69平方千米，當中陸地面積為7.53平方千米，而水域面積為0.16平方千米。當地共有人口2841人，而人口密度為每平方千米369人。